# Mandljeva razcepljenka
Mandljeva razcepljenka (znanstveno ime Inocybe hirtella) je gliva iz rodu razcepljenk (Inocybe).

## Značilnosti
Klobuk ima premer od 1 do 3 cm. Sprva je zvončasto izbočen, kasneje ploščat z rahlo grbico. Rob je tanek, raven ali zelo rahlo zakrivljen, progast. Površina je suha, gladka ali rahlo vlaknasta oziroma luskasta, z barvo od rumenkaste z olivno-bež odtenkom do oker-limonaste barve, običajno temneje rjave v sredini 
Lističi so tanki in samo rahlo pritrjeni na bet. Sprva so bež ali rumenkaste barve, kasneje umazano sivi do svetlo rjavi.
Valjast in tanek bet je visok od 2 do 5 cm in širok od 0,3 do 0,5 cm. Pod površjem tal ima izrazito, neobrobljeno čebulico, prekrito z belim micelijem. Na vrhu je rahlo poprhnjen. Površina je bele do svetlo oker barve z rahlim rožnatim ali oker odtenkom, le čebulica je bela.
Meso je belkasto in brez izrazitega okusa. V betu ima značilen vonj po grenkih mandljih.

## Razširjenost in življenjski prostor
Je mikorizna gliva. Raste na tleh v listnatih in mešanih gozdovih, predvsem v družbi jelše, breze, gabra, leske, bukve, topola, hrasta in lipe.

## Mikroskopske značilnosti
Trosni odtis je rjave barve. Trosi so mandljaste oblike s kljunom in oljno kapljico ter merijo 9,5–12 x 5–6,5 μm. Bazidiji imajo po dve sterigmi (nosilca trosov). Heilocistide, plevrocistide in kavlocistide so metuloidne (s kristali na vrhu), stekleničaste ali vretenaste oblike in merijo 45–70 × 11–20 µm. V stiku z amoniakom porumenijo.
- trosi
- metuloidna in vretenasta cistida
- bazidiji z po dvema sterigmama

## Uporabnost
Strupena.